# Сергеј Гладир
Сергеј Гладир (укр. Сергій Гладир; Миколајив, 17. октобар 1988) је бивши украјински кошаркаш. Играо је на позицији бека. 
Играо је за репрезентацију Украјине на Европском првенству 2013.

## Успеси

### Клупски
- Нантер:
  - Куп Француске (1) : 2014.

- Монако:
  - Куп лидера (3) : 2016, 2017, 2018.

### Појединачни
- Најкориснији играч Купа лидера (1): 2017.